# 高社
高社（たかやしろ）は、愛知県名古屋市名東区の地名。現行行政地名は高社一丁目と高社二丁目。住居表示未実施。

## 地理
名古屋市名東区西端部に位置する。東は社台三丁目、西は千種区、南は一社一丁目・一社二丁目、北は平和が丘四丁目・社台一丁目・社台二丁目に接する。

## 歴史

### 町名の由来
1889年（明治22年）に成立した愛知郡「高社村」の名による。高社村は高針村・一社村・上社村が合併して成立した村であり、名称は旧村名の合成である。高社村は、現在の名東区の南半分を占める広い領域を占めていた。
現行の高社一丁目から高社二丁目は、大半が江戸期に愛知郡一色村であった地域に該当する。

### 行政区画の変遷
- 1976年（昭和51年）10月3日 - 名東区猪高町大字一社の一部により、同区高社一丁目および高社二丁目がそれぞれ成立する[1]。西一社土地区画整理組合の換地処分による[4]。
- 1977年（昭和52年）1月23日 - 猪高町大字猪子石の一部を一丁目に編入する[1]。平和ヶ丘南部土地区画整理組合の換地処分による[4]。
- 1984年（昭和59年）2月11日 - 猪高町大字上社の一部を二丁目に編入する[1]。上社土地区画整理組合の換地処分による[4]。

## 世帯数と人口
2019年（平成31年）4月1日現在の世帯数と人口は以下の通りである。
| 丁目       | 世帯数    | 人口    |
| ---------- | --------- | ------- |
| 高社一丁目 | 861世帯   | 1,525人 |
| 高社二丁目 | 503世帯   | 945人   |
| 計         | 1,364世帯 | 2,470人 |

### 人口の変遷
国勢調査による人口の推移
| 2000年（平成12年） | 2,581人 | [ WEB 6 ] |  |
| 2005年（平成17年） | 2,585人 | [ WEB 7 ] |  |
| 2010年（平成22年） | 2,617人 | [ WEB 8 ] |  |
| 2015年（平成27年） | 2,611人 | [ WEB 9 ] |  |

## 学区
市立小・中学校に通う場合、学校等は以下の通りとなる。また、公立高等学校に通う場合の学区は以下の通りとなる。
| 丁目       | 番・番地等 | 小学校                 | 中学校               | 高等学校 |
| ---------- | ---------- | ---------------------- | -------------------- | -------- |
| 高社一丁目 | 全域       | 名古屋市立北一社小学校 | 名古屋市立猪高中学校 | 尾張学区 |
| 高社二丁目 | 全域       | 名古屋市立北一社小学校 | 名古屋市立猪高中学校 | 尾張学区 |

## 交通
- 愛知県道60号名古屋長久手線（東山通）[2]
- 名古屋市営地下鉄東山線一社駅[2]

## 施設
- 高社郵便局[2]
- 西一社第一公園[2]
- ギガス本社
  - ケーズデンキ 一社店

## その他

### 日本郵便
- 郵便番号 : 465-0095[WEB 3]（集配局：名東郵便局[WEB 12]）。